# 1107 (szám)
Az 1107 (római számmal: MCVII) az 1106 és 1108 között található természetes szám.

## A szám a matematikában
A tízes számrendszerbeli 1107-es a kettes számrendszerben 10001010011, a nyolcas számrendszerben 2123, a tizenhatos számrendszerben 453 alakban írható fel.
Az 1107 páratlan szám, összetett szám. Kanonikus alakja 33 · 411, normálalakban az 1,107 · 103 szorzattal írható fel. Nyolc osztója van a természetes számok halmazán, ezek növekvő sorrendben: 1, 3, 9, 27, 41, 123, 369 és 1107.
Az 1107 huszonöt szám valódiosztó-összegeként áll elő, ezek közül a legkisebb a 3309.

## Csillagászat
- 1107 Lictoria kisbolygó